# FK Mescheti Achaltsiche
FK Mescheti Achaltsiche (Georgisch: სკ მესხეთი ახალციხე) was een Georgische voetbalclub uit Achaltsiche.
In 2007 promoveerde de club naar de Erovnuli Liga, het hoogste niveau in Georgië. Na twee seizoenen werd de club om financiële redenen uit de competitie gehaald. De club wisselde regelmatig van eigenaar en werd net zo vaak weer ontbonden. In 2021 hield de club op te bestaan toen het geen financiering kreeg van zowel het voetbal ontwikkelfonds van de staat als de lokale overheid.
Het lokale Micheil Iadzestadion was de thuisbasis van de club.